# Министерство культуры Таиланда
Министерство культуры (тайск. กระทรวงวัฒนธรรม) — орган исполнительной власти Таиланда, ведающий вопросами культуры, религии и искусства.

## История
В 1938 году было сформировано подразделение Департамента изящных искусств, ведающее вопросами культуры. В 1952 на его основе было создано Министерство Культуры. В 1958 году Департамент изящных искусств был переведен в подчинение Министерству образования, а Министерство культуры преобразовано в Подразделение культуры подконтрольное постоянному секретарю Министерства образования. В 1972 году подразделение культуры было передано в подчинение Департаменту по делам религий Министерства образования. В 2002 году Министерство культуры было выделено в отдельный исполнительный орган в результате реформы. В 2007 году Институт Бандитпатанасилпа выведен из подчинения департамента изящных искусств и выделен в качестве независимого департамента. 2009 — преобразование Киноархива в виде общественной организации. В 2010 году Национальный комитет культуры преобразован в Департамент пропаганды культуры. В 2011 году основан Центр продвижения морали.

## Структура и задачи Министерства культуры

### Канцелярия постоянного секретаря[2]
В ведении находятся несколько отделов с различными задачами и различным подчинением.
- Центральный отдел
- Юридический отдел
- Отдел информационных технологий и коммуникации
- Бюро международных отношений
- Отделы культуры регионального уровня (всего 76 отделов), находящиеся в подчинении региональных органов власти. Внутри отделов можно выделить рабочие группы, по сфере деятельности[3]:

1. Группа планирования и наблюдения культурного развития
2. Группа управления
3. Группа по решению вопросов религии, искусства, культуры

- Отделы прямого подчинения постоянного секретаря Министерства культуры

1. Отдел структурного развития
2. Отдел внутреннего контроля
3. Антикоррупционный центр

### Департаменты культуры

#### Департамент по делам религий
Уполномочен управлять вопросами религий в стране, сохраняя, распространяя, поддерживая и защищая буддизм и другие официально признанные религии. Поддерживает и пропагандирует взаимоуважение и единство между последователями различных религиозных течений. Расширяет применение религиозных принципов и ценностей в повседневной жизни.

#### Департамент пропаганды культуры
Ведает вопросами продвижения и сохранения тайской культуры и также ведает поддержкой государственных структур, общественных и коммерческих организаций, а также частных лиц, занимающихся сферой искусств. Департамент также занимается вопросами культурного обмена.

#### Департамент изящных искусств
Несет ответственность в сфере защиты, сохранения, поддержания, улучшения и продвижения, создания объектов искусства и культурного наследия страны с сохранения национальных ценностей и идентичности тайского общества с целью устойчивого развития и национальной безопасности.

#### Департамент современного искусства
Несет ответственность в сфере поддержки и распространении информации о творческой деятельности современных художников с целью обогащения тайских культурных традиций и расширения роли искусства в жизни общества.

#### Институт Бандитпатанасилп
Образовательное учреждение в сфере искусств, занимающееся преподаванием и проведением исследовательской работы по различным направлениям: танец, пение, музицирование, ремесла, фольклор, декоративно прикладное искусство и т. д. Задачей является продвижение, углубление и распространение знаний в сфере искусств как признака национальной идентичности а также с целью сохранения культурного разнообразия.

### Общественные организации
Также в ведении Министерства культуры находятся общественные организации:

#### Киноархив
Изначально создан в 1984 году под названием «Национальный киноархив» в виде подразделения департамента изящных искусств. Выведен из состава и преобразован в общественную организацию 23 июня 2009 года. Перед учреждением поставлена цель по поиску, каталогизации и архивированию аудио и видеоматериалов для сохранения в качестве национального достояния и использования в образовательных целях широких масс и академических исследованиях.

#### Центр продвижения морали (Moral Promotion Center)
Задачей центра является изучение, постижение и распространение знаний о добродетельном поведении, принципах морали и справедливого отношения к окружающему миру в постоянно меняющемся тайском обществе.

#### Антропологический центр Сириндхорн
Занимается обучением и исследованиями в сфере антропологии в Таиланде и Юго-Восточной Азии.

### Официальные сайты департаментов и организаций Министерства культуры
- Департамент по делам религий
- Департамент пропаганды культуры
- Департамент изящных искусств
- Департамент современного искусства
- Институт Бандитпатанасилп
- Киноархив
- Центр продвижения морали
- Антропологический центр Сириндхорн